# Thierbach (Bad Steben)
Thierbach (oberfränkisch: Derrbich) ist ein Gemeindeteil des Marktes Bad Steben im Landkreis Hof (Oberfranken, Bayern). Die Gemarkung Thierbach hat eine Fläche von 5,389 km². Sie ist in 697 Flurstücke aufgeteilt, die eine durchschnittliche Fläche von 7730,10 m² haben. In ihr liegen neben dem namensgebenden Ort die Gemeindeteile Christusgrün, Dürrnberg, Schafhof, Thierbacherhammer und Thierbachermühle. Zum Gemeindeteil Thierbach zählt die Einöde Hölzle.

## Geografie
Im Dorf liegt im Froschbachtal. Im Ort mündet der Thierbach als linker Zufluss in den Bobengrüner Bach, der 100 Meter weiter östlich als linker Zufluss in den Froschbach mündet. Im Norden steigt das Gelände zum Lerchenhügel (595 m ü. NHN) an, im Süden jenseits des Froschbachs zum Mühlberg (571 m ü. NHN). Die Staatsstraße 2196 führt über Thierbacherhammer nach Marxgrün (1,6 km östlich) bzw. nach Bad Steben (1,8 km nordwestlich). Die Staatsstraße 2198 führt nach Bobengrün (1,2 km südwestlich). Eine Gemeindeverbindungsstraße führt nach Schafhof (1,1 km westlich). Ein Anliegerweg führt nach Thierbachermühle (0,3 km östlich). Im Südosten des Ortes befindet sich der Burgstall Weidenstein.

## Geschichte
Das Schloss Thierbach wurde 1414 erstmals genannt. Es gehörte damals zur Herrschaft Lichtenberg der Grafen von Orlamünde. die Herren von Harra erhielten Mitte des 15. Jahrhunderts das Schloss als Afterlehen. 1466 erwarb Hans von Waldenfels von den Grafen von Orlamünde die Lehenshoheit über das Schloss. Im gleichen Jahr empfing er vom Markgraftum Brandenburg-Kulmbach das Dorf Thierbach inklusive dazugehöriger grundherrlicher Ansprüche als Lehen. 1622 verkaufte Hans Rudolf von Waldenfels das Rittergut Thierbach an das Markgraftum.
Thierbach gehörte zur Realgemeinde Bobengrün. Gegen Ende des 18. Jahrhunderts bestand Thierbach aus 17 Anwesen (1 ehemalige herrschaftliche Mälzerei, 4 Viertelhöfe, 1 Gütlein, 1 Viertelgütlein, 1 Haus, 1 halbes Haus, 1 Viertelhaus, 6 Tropfhäuser, 2 halbe Tropfhäuser). Die Hochgerichtsbarkeit sowie die Grundherrschaft über sämtliche Anwesen hatte das bayreuthische Kasten- und Richteramt Lichtenberg.
Von 1797 bis 1810 unterstand Thierbach dem Justiz- und Kammeramt Naila. Nachdem im Jahr 1810 das Königreich Bayern das Fürstentum Bayreuth käuflich erworben hatte, wurde der Ort bayerisch. Infolge des Ersten Gemeindeedikts wurde Thierbach dem 1812 gebildeten Steuerdistrikt Marxgrün zugewiesen. Zugleich entstand die Ruralgemeinde Thierbach. Zu dieser gehörten Christusgrün, Dürrnberg, Schafhof, Thierbacherhammer und Thierbachermühle. Sie war in Verwaltung und Gerichtsbarkeit dem Landgericht Naila zugeordnet und in der Finanzverwaltung dem Rentamt Lichtenberg (1919 in Finanzamt Lichtenberg umbenannt, seit 1955 Finanzamt Naila). Ab 1862 gehörte Thierbach zum Bezirksamt Naila (1939 in Landkreis Naila umbenannt). Die Gerichtsbarkeit blieb beim Landgericht Naila (1879 in Amtsgericht Naila umgewandelt). Die Gemeinde Thierbach hatte 1964 eine Gebietsfläche von 4,384 km². Im Zuge der Gebietsreform in Bayern wurde die Gemeinde Thierbach am 1. Januar 1972 nach Bad Steben eingemeindet.

### Bau- und Bodendenkmäler
- Schloßstraße 7, 9, 11: Ehemalige Schlossökonomie[14]
- Schlossruine Thierbach

### Einwohnerentwicklung
Gemeinde Thierbach
| Jahr      | 1819   | 1840   | 1852   | 1855   | 1861   | 1867   | 1871   | 1875   | 1880   | 1885   | 1890   | 1895   | 1900   | 1905   | 1910   | 1919   | 1925   | 1933   | 1939   | 1946   | 1950   | 1952   | 1961   | 1970   |
| Einwohner | 312    | 382    | 395    | 380    | 396    | 369    | 374    | 372    | 374    | 333    | 333    | 331    | 327    | 358    | 380    | 391    | 409    | 386    | 390    | 507    | 498    | 461    | 391    | 335    |
| Häuser    |        |        |        |        |        |        | 54     |        |        | 56     | 56     |        | 56     |        |        |        | 68     |        |        |        | 75     |        | 76     |        |
| Quelle    | [ 10 ] | [ 16 ] | [ 16 ] | [ 16 ] | [ 17 ] | [ 18 ] | [ 19 ] | [ 20 ] | [ 21 ] | [ 22 ] | [ 23 ] | [ 16 ] | [ 24 ] | [ 16 ] | [ 25 ] | [ 16 ] | [ 26 ] | [ 16 ] | [ 16 ] | [ 16 ] | [ 27 ] | [ 16 ] | [ 11 ] | [ 28 ] |

Ort Thierbach
| Jahr      | 001799 | 001819 | 001861 | 001871 | 001885 | 001900 | 001925 | 001950 | 001961 | 001970 | 001987 | 002013 |
| Einwohner | 97     | *188   | *217   | 189    | 169    | 171    | 221    | 312    | 227    | 189    | 188    |        |
| Häuser    | 16     |        |        |        | 26     | 26     | 34     | 38     | 35     |        | 59     |        |
| Quelle    | [ 29 ] | [ 10 ] | [ 17 ] | [ 19 ] | [ 22 ] | [ 24 ] | [ 26 ] | [ 27 ] | [ 11 ] | [ 28 ] | [ 30 ] |        |

## Religion
Thierbach ist seit der Reformation evangelisch-lutherisch geprägt und bis heute nach St. Walburga (Untersteben) gepfarrt (seit 1910 ist die Lutherkirche (Bad Steben) die Hauptkirche).

## Verkehr
Thierbach war früher erreichbar über die Bahnstrecke Hof–Bad Steben und als Gemeinde bei der Planung der Strecke beteiligt.